# كحيل (نبات)
الكحيل (باللاتينية: Heterocaryum) جنس نباتي يتبع الفصيلة الحِمحِمية ويضم عدة أنواع من النباتات.

## من أنواعهالواطنةفيالوطن العربي
- كحيل زوفيتس (باللاتينية: Heterocaryum szovitsianum) في بلاد الشام وتركيا
- كحيل لاطئ (باللاتينية: Heterocaryum subsessile) في بلاد الشام
- كحيل ربيعي ويوجد بكثرة في الصحراء